# Anillos moleculares de Borromeo
Los anillos moleculares de Borromeo son un ejemplo de arquitectura molecular mecánicamente entrelazada en la que tres macrociclos están entrelazados de tal manera que la ruptura de cualquier macrociclo permite a los otros disociarse. Son los ejemplos más pequeños de nudo de Borromeo. La síntesis de los anillos moleculares de Borromeo fue publicada en 2004 por el grupo de J. Fraser Stoddart. El compuesto llamado borromeato se compone de tres macrociclos interpenetrados y se forma a partir de la reacción entre 2,6-diformilpiridina y compuestos diamino, formando un complejo con zinc.
|  |  |

## Síntesis
Este compuesto fue sintetizado a partir de dos bloques de construcción: 2,6-diformilpiridina (una piridina con dos grupos aldehído) y una diamina que contiene un grupo 2,2'-bipiridina. Se agrega acetato de zinc como plantilla para la reacción, dando como resultado un átomo de zinc en cada uno de los seis sitios de complejación pentacoordinados. El ácido trifluoroacético (TFA) se añade como catalizador de la reacción de formación de enlaces imina. En la preparación del anillo tri-borromeato interviene un total de 18 moléculas precursoras y sólo es posible porque los bloques de construcción se auto-ensamblan a través de 12 interacciones pi-pi aromáticas y 30 enlaces dativos zinc-nitrógeno. Debido a estas interacciones, el borromeato es el producto de reacción termodinámicamente más estable entre otros muchos posibles. Como consecuencia de que todas las reacciones que tienen lugar están en equilibrio, el borromeato es el producto predominante de la reacción.

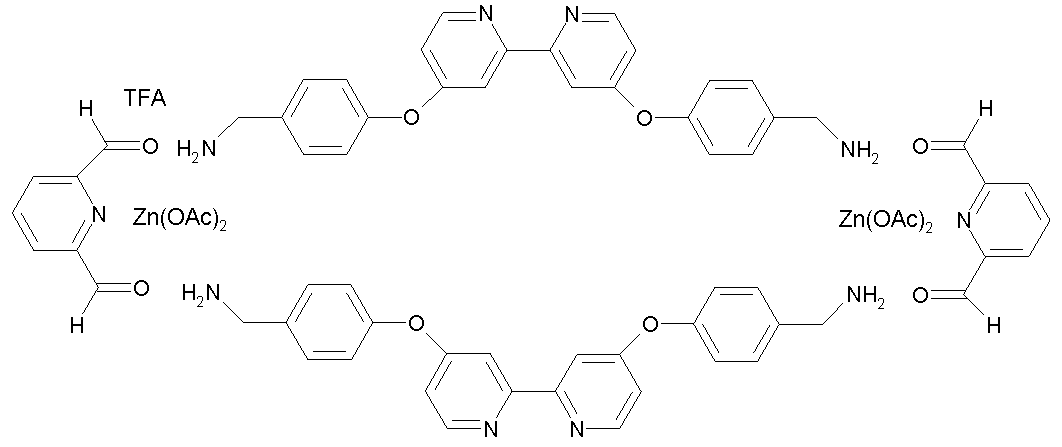
Síntesis de un anillo en el sistema de anillos de Borromeo a partir de 2,6-diformilpiridina y una diamina en presencia de acetato de zinc y de TFA. El sistema de anillos consiste de tres anillos similares a ese, entrelazados entre sí.

## Reacciones
La reducción con borohidruro de sodio en etanol permite obtener borromeando neutro. Como un auténtico sistema de Borromeo, la división de un solo enlace imina de esta estructura (para dar una amina y un ortoéster) rompe el enlace mecánico entre los tres macrociclos constituyentes, con la consiguiente liberación de los otros dos anillos individuales.

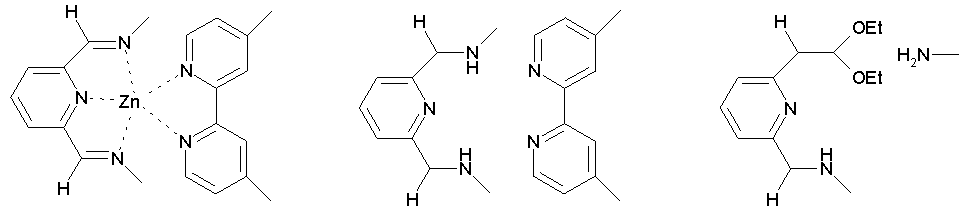
De izquierda a derecha: complejos de zinc con grupo piridina y grupos bipiridina ortogonales en el borromeato. Reducción para dar borromeando con la eliminación de la coordinación de zinc. División de los enlaces imina a ortoéter por la acción del etanol

La síntesis orgánica de este compuesto aparentemente complejo es en realidad bastante simple, razón por la cual el grupo de Stoddart ha sugerido esta reacción para un experimento de clase a escala de gramo.